# リチャード・ペイトン
リチャード・ペイトン（Richard Paton、1717年 – 1791年3月7日）は、イギリスの画家である。18世紀のイギリス海軍の戦った海戦を描いた作品で知られている。

## 略歴
出自についてはあまり知られていないが、ロンドンの貧しい家に生まれたとされる。1912年の雑誌「The Mariner's Mirror」にHarry Parkerという著者が書いた記事では、少年時代に街で物乞いのように絵を売っていて、ロンドンのタワー・ヒルで、たまたま、後に海軍提督となる軍人のチャールズ・ノウルズ(c.1704-1777)に、才能を見いだされて、ペンキ職人として艦隊の船に乗船することができ、艦船の知識を得たという話になっていてこのエピソードはしばしば引用されている 。
1742年から税務の役人として働きながら絵を描いた。
1758年からロンドンの美術家グループの展覧会(芸術家協会（Society of Artists）など)に出展を始め、芸術家協会が分裂してロイヤル・アカデミー・オブ・アーツが設立された後、1776年ころから1780年までロイヤル・アカデミーの展覧会に出展した。
1756年から1763年まで戦われた七年戦争や1775年から1783年までのアメリカ独立戦争といった同時代の戦争でのイギリス海軍の戦いを描いた作品をいち早く発表し、海洋画家として成功した。それらの作品は、版画にされて出版された。1764年の雑誌「Gentleman's Magazine」の批評ではサミュエル・スコット(1702–1772)と並ぶ海洋画家として称賛された。1718年から1720年までの四国同盟戦争の海戦を描いた作品もある。

## 作品

サン・ビセンテ岬の月光の海戦 (1780) グリニッジ王立博物館
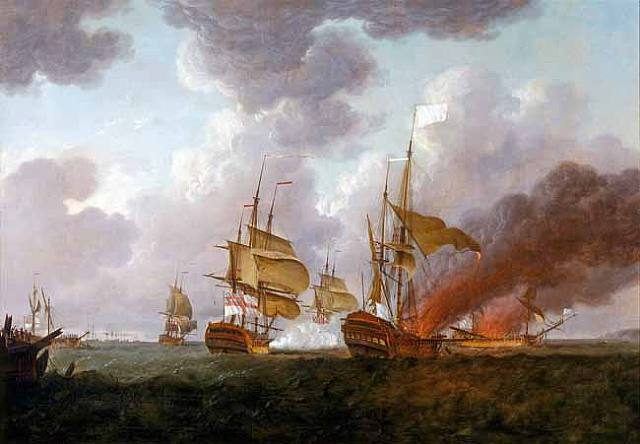
キブロン湾の海戦
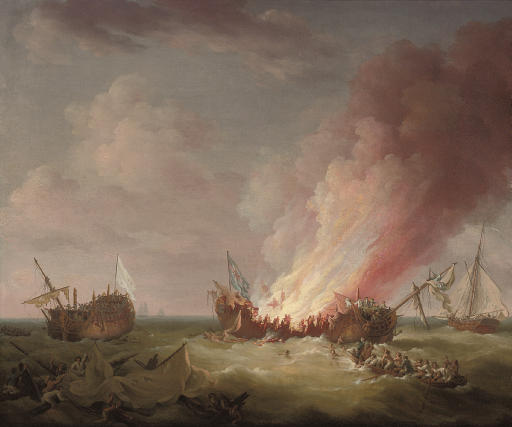
キブロン湾の海戦で沈没するフランス軍艦シューペルブ
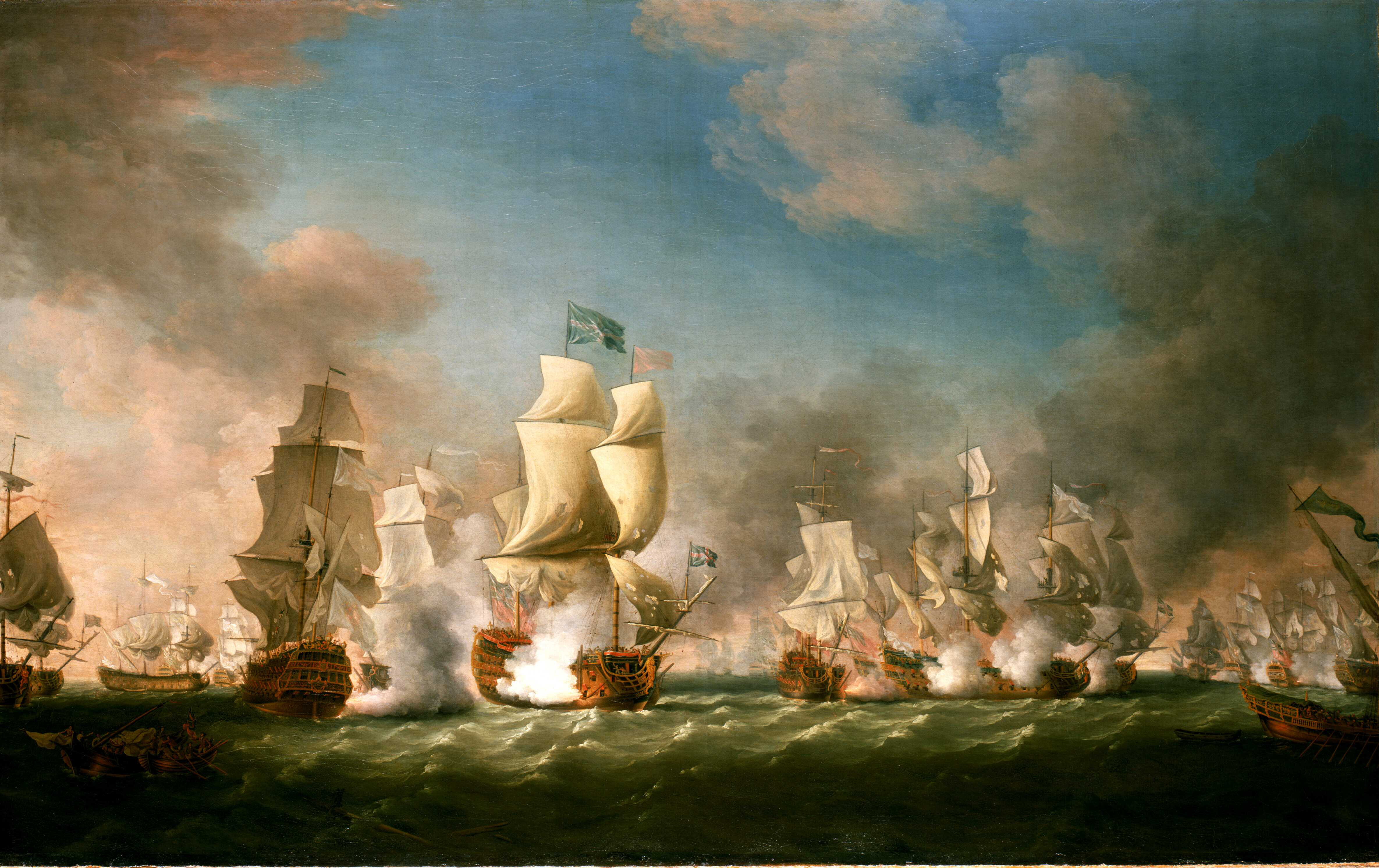
パッサロ岬の海戦　(1767) グリニッジ王立博物館